# Transsiberian
Transsiberian (Brasil: Expresso Transiberiano / Portugal: Transiberiano) é um thriller psicológico de 2008, ambientado na Ferrovia Transiberiana, em que a viagem de um casal americano da China à Rússia se torna um pesadelo depois de fazer amizade com dois companheiros de viagem.
Uma co-produção internacional da Alemanha, o Reino Unido, Espanha e Lituânia, o filme foi dirigido por Brad Anderson e estrelado por Woody Harrelson, Emily Mortimer e Ben Kingsley. As filmagens começaram em dezembro de 2006 em Vilnius, Lituânia, com filmagens adicionais em Pequim e na Rússia. Ele estreou no Festival de Cinema de Sundance de 2008 em janeiro, seguido por uma série de outros festivais internacionais de cinema. O filme teve um lançamento limitado nos Estados Unidos em 18 de julho de 2008, sucedido por lançamentos limitados no cinema em mais alguns países, antes de passar para o mercado de DVD e TV.

## Sinopse
Um casal americano, Roy (Woody Harrelson) e Jessie (Emily Mortimer), tomam o trem de Pequim para Moscou no retorno de uma missão cristã na China. Roy faz amizade com seus companheiros de viagem, um espanhol, Carlos (Eduardo Noriega), e sua namorada nascida em Seattle, Abby (Kate Mara). Jessie não compartilha do calor do marido, mas Carlos mostra a Jessie suas bonecas russas de lembrança.
Quando Roy perde o trem em Irkutsk durante o passeio, Jessie fica sozinha com Carlos e Abby. Ela desce do trem em Ilanskaya para esperar Roy. Carlos e Abby saem também, alegando que ela não estaria segura sozinha. Em um restaurante, Jessie vê uma boneca quase idêntica às de Carlos. Abby fica chateada quando ela menciona isso e vai para a cama. Jessie implora a Carlos para não envolver Abby em suas atividades. Na manhã seguinte, Carlos chega ao quarto de Jessie, diz que o chuveiro está quebrado e pede para usar o dela. Jessie recebe uma intimação na recepção e deixa Carlos em seu quarto. Na recepção, ela recebe um telefonema confirmando que Roy se juntará a ela, e Carlos a convence a fazer uma viagem ao deserto, onde encontram uma igreja em ruínas.
Jessie, uma fotógrafa amadora, começa a tirar fotos. Quando Carlos faz avanços, ela primeiro recusa, mas depois se rende. Eles começam a se beijar, mas ela muda de ideia e pede que ele pare. Ele continua, torna-se agressivo e a persegue. Ela fica apavorada e o mata com um poste de cerca. Ela volta para a estação e se junta a Roy no trem.
Ilya Grinko (Ben Kingsley), um oficial de narcóticos com quem Roy fez amizade, é seu novo companheiro de cabine. Jessie encontra as bonecas de Carlos em sua mala e percebe que ele as escondeu quando estava em seu quarto. Conversando com Grinko, Jessie percebe que Carlos estava contrabandeando heroína, e tenta sem sucesso se livrar das bonecas. Ela entra em pânico quando Grinko começa a suspeitar. Quando ela retorna para sua cabana para encontrar Roy examinando os bonecos, ela desaba e explica suas origens, embora sem contar a Roy sobre a morte de Carlos. Eles dão as bonecas a Grinko, que parece satisfeita por não terem se envolvido.
Na manhã seguinte, eles acordam para descobrir que a maioria dos vagões ferroviários já partiu, com os passageiros; apenas Grinko e seu parceiro Kolzak Yushenkov (Thomas Kretschmann) permanecem. Eles param o trem no meio do nada e levam Jessie e Roy para um bunker militar abandonado, onde Abby está sendo torturada. Grinko é subornado por um traficante russo e explica que Carlos roubou heroína e dinheiro do traficante que deseja os dois. Grinko diz a Jessie que Abby não é a "boa menina" que Jessie pensou: ela recrutou Carlos, foi responsável pela morte de outra pessoa e está tentando enganar o traficante. Jessie não acredita em Grinko porque Carlos disse a ela que Abby era inocente. Abby foi torturada por Grinko e continua a ser torturada na presença de Jessie e Roy.
Jessie e Roy escapam e voltam para o trem, onde encontram o condutor, que trabalha para Grinko. Roy o mata. Eles escapam com o trem porque Roy, um entusiasta da ferrovia, sabe como operá-lo. O trem diminui a velocidade e Grinko e Kolzak embarcam novamente no trem. Quando eles questionam Jessie novamente sobre o paradeiro de Carlos, mantendo ela e Roy sob a mira de uma arma, Jessie admite que matou Carlos. Kolzak não acredita nela, mas, naquele momento, o trem colide com um trem que transportava tropas. Com o exército a caminho, Grinko atira em Kolzak para manter seu disfarce. O casal é preso, enquanto Grinko foge.
Em Moscou, autoridades americanas visitam Jessie e Roy. Por meio de uma foto que Jessie tirou de Grinko e seus associados, os oficiais acreditam que podem encerrar a operação antidrogas. Eles revelam a história criminal de Carlos e acreditam que Abby acabou se envolvendo com a turma errada. Ao assinar declarações, Jessie não confessa que matou Carlos, embora Roy possa tê-la ouvido admitir isso. Visitando Moscou, Jessie insiste em falar com Abby no hospital, embora a conversa delas não seja ouvida no filme.
A cena final mostra Abby encontrando o corpo de Carlos. Ela tira uma fortuna com o dinheiro roubado de sua jaqueta.

## Elenco
- Woody Harrelson como Roy
- Emily Mortimer como Jessie
- Ben Kingsley como Grinko
- Kate Mara como Abby
- Eduardo Noriega como Carlos
- Thomas Kretschmann como Kolzak
- Étienne Chicot como O Francês

## Recepção

### Resposta crítica
O filme recebeu críticas positivas da crítica de cinema. No Rotten Tomatoes, tem uma pontuação de 92% com base nas avaliações de 100 críticos, com uma classificação média de 7.17/10. O consenso crítico do site afirma: "Tradicional na forma, mas eficaz na execução, este thriller tenso atualiza o cenário do 'perigo em um trem' com uma sensação atmosférica." No Metacritic, o filme tem uma classificação média ponderada de 72 com base em análises de 21 críticos, indicando "análises geralmente favoráveis".
Roger Ebert do Chicago Sun-Times elogiou o filme, dizendo que ele cria "verdadeiro medo e suspense", enquanto Scott Tobias do The A.V. Club deu um B+.

### Bilheteria
De acordo com o Box Office Mojo, Transsiberian arrecadou US$2.206.405 nos Estados Unidos e US$3.720.005 em outros países, totalizando US$5.926.410.